# Malaien-Gelbschwanzfasan
Der Malaien-Gelbschwanzfasan (Lophura erythrophthalma) auch Gelbschwanzfasan oder Gabelschwanzfasan ist eine Hühnervogelart aus der Familie der Fasanenartigen. Er besiedelt Niederungswälder auf der Malaiischen Halbinsel vom malaiischen Bundesstaat Kedah südwärts sowie auf Sumatra und Borneo.

## Beschreibung
Der Hahn der Nominatform wird 47–50 cm lang, der Schwanz misst 15–18 cm. Die Henne erreicht eine Körperlänge von 42 bis 44 cm, der Schwanz 14–16 cm. Die Flügellänge beträgt beim Hahn 240–250 mm, bei der Henne 200–220 mm.
Diese Art trägt keine Haube. Beim Hahn ist die unbefiederte Augenregion rot, erweiterbar und an der Stirn mit zapfenförmigen Schwellkörpern versehen. Die Iris ist braun und der Schnabel grünlich weiß. Vom Kopf bis zum Hals sowie auf der Brust ist das Gefieder blauschwarz gefärbt, die Brust mit silbergrauen Schaftstrichen und unauffälligen Flecken gezeichnet. Das Gefieder der Oberseite ist schwarz mit einer feinen, silbergrauen Strichelung und teils hellen Schäften. Der untere Rücken zeigt ein metallisches Kupferrot, das auf dem Bürzel kastanienbraun wird und auf den dunkelblauen Oberschwanzdecken nur noch in Form schmaler Säume auftritt. Der Stoß ist blassgelb mit einer Nuance ins Zimtfarbene und besteht aus 14–16 Steuerfedern. Die mittleren sind abgerundet und kürzer als das zweite und dritte Paar. Die Beine sind graublau und kräftig gespornt.
Die Henne ist überwiegend glänzend blauschwarz, die Kehle grau, der Kopf bräunlich glänzend. Der schwarze Schnabel zeigt eine helle Basis, die rote, unbefiederte Partie um das Auge ist weniger ausgedehnt als beim Hahn. Die Sporne an den Läufen sind ebenfalls kleiner als beim Hahn.

## Stimme
Die Art ist offenbar nicht sehr ruffreudig. Es werden aber ein langgezogener, heiserer Erregungsruf (kak), ein vibrierendes, kehliges „Schleifen“ und ein tiefes tak-takrau beschrieben. Bei Kämpfen ist ein tiefes Schnarren und Brummen zu vernehmen, bei der Nahrungssuche ein tiefes Glucksen.

## Verbreitung und Bestand
Der Malaien-Gelbschwanzfasan besiedelt die malaiische Halbinsel vom malaiischen Bundesstaat Kedah südwärts. Er kommt zudem auf Sumatra und auf Borneo vor und ist an Niederungen gebunden. Die Höhenverbreitung liegt unter 100 m. Von Borneo gibt es nur wenig aktuelle Nachweise, hier kommt die Art wohl nur selten und zerstreut im Süden und Südwesten sowie in Sarawak nordwärts bis zum Baram-Distrikt vor. In den 1980er Jahren wurde die Art im Nationalpark Gunung Mulu beobachtet. Auch auf Sumatra wurde die Art nur vereinzelt festgestellt, so in den Provinzen Riau und Jambi. Stellenweise hat man Dichten von etwa 6 Vögeln pro km² festgestellt, dennoch kommt die Art meist nur verstreut vor und der Gesamtbestand ist vermutlich recht klein. Er wird auf unter 20.000 Vögel geschätzt. Die Art ist durch die schnell voranschreitende Abholzung im Indonesischen Tiefland bedroht, die IUCN betrachtet sie als „gefährdet“ (vulnerable).

## Geografische Variation
Es werden zwei Unterarten beschrieben. Die auf Borneo vorkommende Form unterscheidet sich von der Nominatform durch helleres Hals- und Oberrückengefieder, breite weiße Schaftstreifen an der Brust und den Flanken, einem dunkleren Bürzel und hellblaue Oberschwanzdecken. Die Schwanzfedern sind an der Basis schwarz.
- L. e. erythrophthalma (Raffles, 1822) – Malaiische Halbinsel südlich des Kedah und Sumatra
- L. e. pyronota (G. R. Gray, 1841) – Borneo

## Lebensweise
Der Malaien-Gelbschwanzfasan bewohnt tropisch-feuchte Wälder in Niederungsgebieten. Primärwälder mit dichtem Kronendach werden bevorzugt besiedelt, die Art scheint jedoch auch in Wäldern mit Holzeinschlag, in Pflanzungen und in beweideten Dschungelgebieten vorzukommen. Untersuchungen der genauen Lebensraumansprüche und insbesondere der Unterschiede zum nahe verwandten Feuerrückenfasan fehlen bislang.
Die Balz ist eine einfache Seitenbalz wie bei vielen anderen Fasanen. Dabei werden die beiden Schwellkörper im Stirnbereich erigiert. Das einzige Nest, das bisher in freier Natur gefunden wurde, stand in einem Sumpfdschungel auf einem Ameisen- oder Termitenhügel, in den eine flache Grube gescharrt war. Sie war mit einigen Blättern ausgelegt und enthielt 4 birnenförmige, cremefarbene Eier von 47 × 35 mm Größe, die mit den spitzen Enden zur Nestmitte lagen.
Außerhalb der Brutzeit wurden häufig Männchen mit mehreren Hennen angetroffen.